# Martin Starr
Martin Starr (født Martin James Pflieger Schienle, 30. juli 1982 Santa Monica, Californien i USA) er en amerikansk tv-og-film-skuespiller, kendt for sine roller som Bill Haverchuck i den kortlivede NBC komedie-drama-serie Freaks and Geeks og som romersk DeBeers i Starz komedieserien Party Down, samt for sine roller i filmene Knocked Up, Cheats, og Adventureland.

## Filmografi
- Spider-Man: No Way Home (2021)
- Spider-Man: Homecoming (2017)
- Knocked Up (2007)
- Vivant (en) (2023), Japansk tv-serie